# Lenka Bartáková
Lenka Bartáková, née le 17 mai 1991 à Sokolov, en République tchèque, est une joueuse tchèque de basket-ball. Elle évolue au poste d'arrière.

## Biographie
Lors de la saison 2013-2014, Prague remporte le championnat et les play-offs en finissant la saison invaincu (41 victoires) et remporte de surcroît la Coupe de République tchèque.
Lors de la saison 2014-2015, USK Prague remporte l'Euroligue 72 à 68 face à l'UMMC Iekaterinbourg.

## Palmarès
- Coupe de la République tchèque 2014[2]
- Championne de République tchèque 2014[2]
- Vainqueur de l'Euroligue 2015[3]